# Valvulininae
Valvulininae es una subfamilia de foraminíferos bentónicos de la familia Valvulinidae, de la superfamilia Eggerelloidea, del suborden Textulariina y del orden Textulariida. Su rango cronoestratigráfico abarca desde el Turoniense (Cretácico superior) hasta la Actualidad.

## Clasificación
Valvulininae incluye a los siguientes géneros:
- Clavulina
- Cribrobulimina
- Cribrogoesella
- Cylindroclavulina
- Goesella
- Gyrovalvulina †
- Makarskiana †
- Neoclavulina †
- Valvulina

Otros géneros considerados en Valvulininae son:
- Haplostiche, considerado subgénero de Clavulina, es decir, Clavulina (Haplostiche), de estatus incierto
- Helicospirina, de estatus incierto, considerado sinónimo posterior de Valvulina
- Helicovalvulina, aceptado como Clavulina